# Họ Rùa cạn
Họ Rùa cạn hay họ Rùa núi (danh pháp khoa học: Testudinidae) là một họ bò sát thuộc bộ Rùa (Testudines). Từ kỷ Tam Điệp, rùa hoàn toàn chuyển hóa và hầu như không biến đổi cho đến nay. Cũng giống như rùa nước, rùa cạn dùng lớp vỏ cứng của mình để tự bảo vệ khỏi thú ăn thịt. Phần trên của lớp vỏ là mai, phần dưới là yếm. Rùa cạn có cả bộ xương trong lẫn bộ xương ngoài. Rùa cạn có kích thước từ vài cm đến 2 mét. Rùa cạn là động vật hoạt động ban ngày, thiên về lúc hoàng hôn, tùy vào nhiệt độ xung quanh. Nói chung chúng là các loài động vật nhút nhát.

## Đặc điểm
Cơ thể ẩn trong bộ giáp xương hợp thành lớp mai (mảng giáp xương trên) và yếm (mảng giáp dưới). Mai và yếm phủ nhiều lớp sừng là keratin). Có khoảng 58 loài thuộc họ Rùa cạn. Các loài rùa cạn thường phân bố ở vùng nhiệt đới và xích đạo.

## Thức ăn

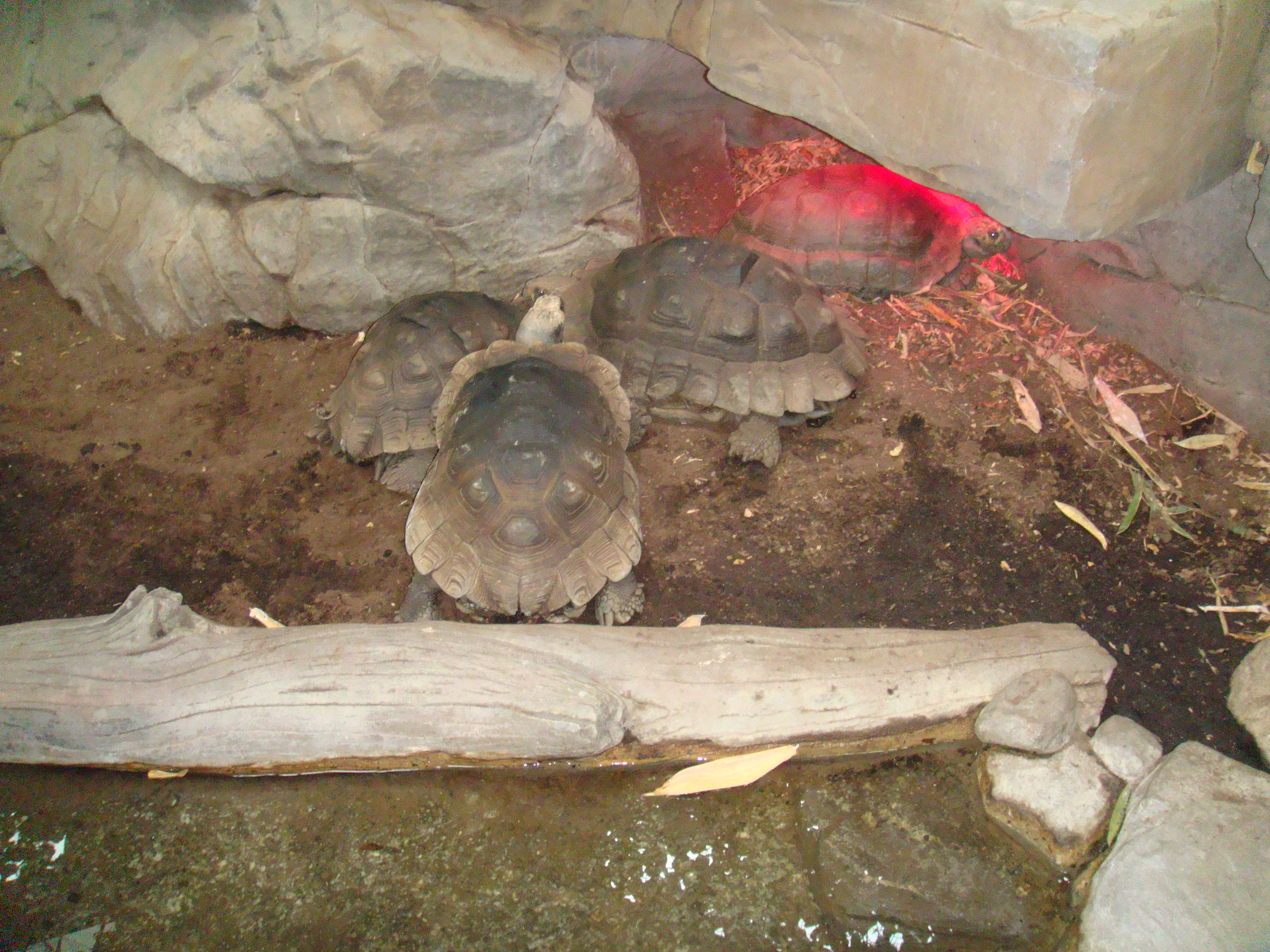
Một đàn rùa

Phần lớn rùa cạn ăn thực vật, như cỏ, rong, lá xanh, hoa và một số hoa quả. Rùa cảnh thường được cho ăn cỏ linh lăng, cỏ ba lá, bồ công anh, và một số loại rau diếp. Một số loài rùa thỉnh thoảng ăn giun hay côn trùng, nhưng cho ăn nhiều protein quá sẽ gây biến dạng cho bộ mai và không tốt cho sức khỏe. Không nên cho rùa ăn thức ăn dành cho chó mèo, vì chúng không chứa các chất dinh dưỡng cần thiết cho động vật bò sát; nhất là vì chúng chứa quá nhiều protein. Thêm vào đó, không nên giả định là tất cả các loại rùa nuôi nhốt đều có chung một khẩu vị. Các loại rùa khác nhau đòi hỏi các chất dinh dưỡng khác nhau. Để biết chính xác loại rùa nào cần loại thức ăn nào, cần tham khảo thêm ý kiến bác sĩ thú y, hay người nghiên cứu bò sát.

## Phân loại

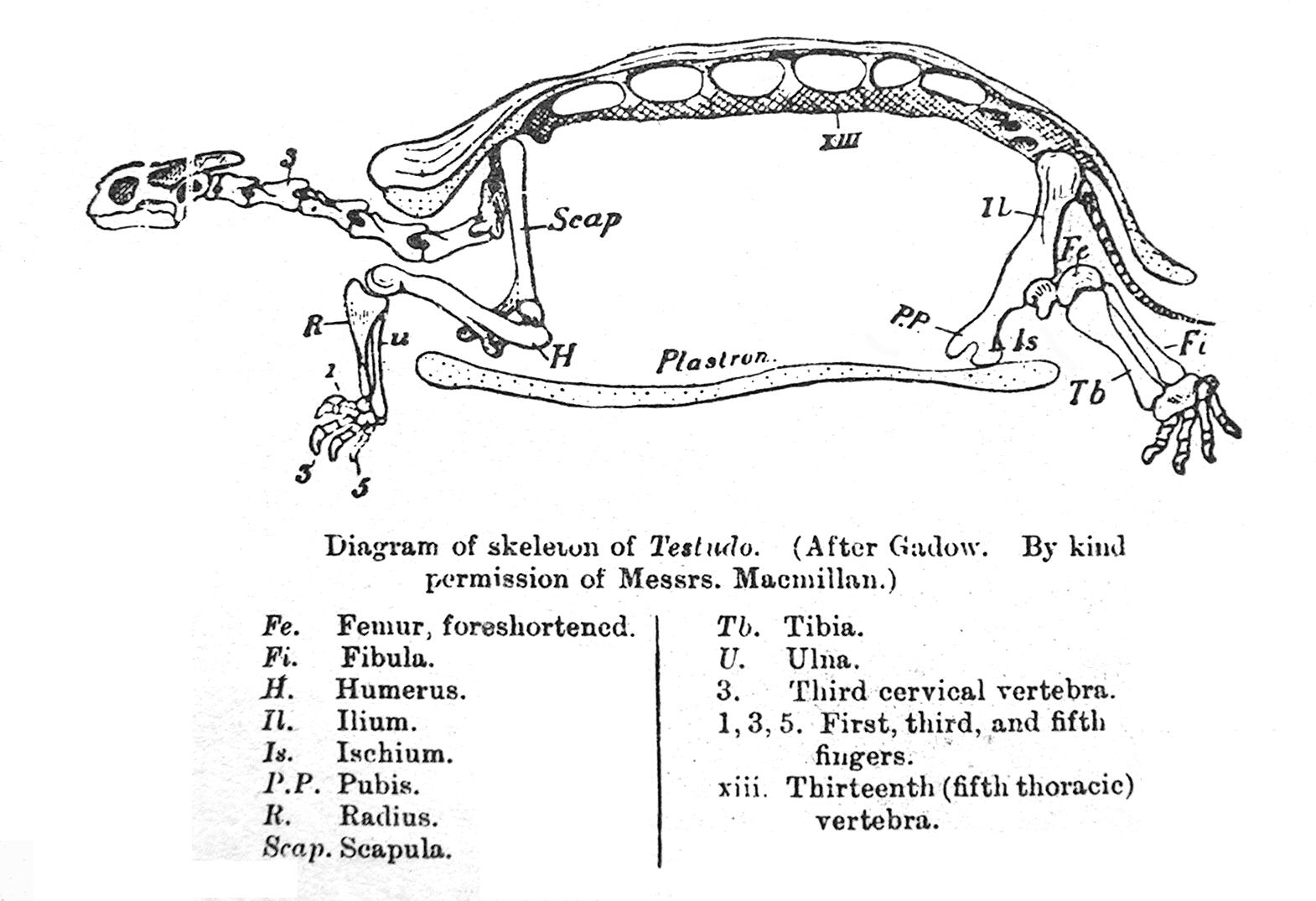
Bộ xương rùa cạn

Các chi rùa cạn sau đây được liệt kê theo Rhodin và ctv., (2010), với bổ sung các chi tuyệt chủng theo Mikko's Phylogeny Archive.
- †Achilemys: tuyệt chủng.
- †Floridemys: tuyệt chủng.
- †Hadrianus: tuyệt chủng.
- †Impregnochelys: tuyệt chủng.
- †Kansuchelys: tuyệt chủng.
- †Sinohadrianus: tuyệt chủng.
- †Dithyrosternon: tuyệt chủng.
- Acinixys: 1 loài (Acinixys planicauda).
- Manouria (bao gồm cả Scapia, Teleopus): 2 loài.
- †Stylemys: tuyệt chủng.
- Phân họ Xerobatinae Agassiz L. 1857[4]
  - †Hesperotestudo (gồm cả Caudochelys): tuyệt chủng.
  - †Oligopherus: tuyệt chủng.
  - Gopherus (bao gồm cả Bysmachelys, Scaptochelys, Xerobates): 4 loài.
- Phân họ Testudininae
  - †Ergilemys: tuyệt chủng.
  - †Cheirogaster: tuyệt chủng.
  - Indotestudo: 3 loài.
  - Testudo (bao gồm cả Chersus, Furculachelys, một phần Medaestia, Palaeotestudo, Peltastes, Peltonia, Protestudo, Pseudotestudo): 3 loài.
    - Nếu gộp cả Chersine (bao gồm cả Eurotestudo, một phần Medaestia, Testudinella) thì bao gồm thêm 1 loài (Chersine hermanni).
    - Nếu gộp cả Agrionemys thì bao gồm thêm 1 loài (Agrionemys horsfieldii).

  - †Namibchersus: tuyệt chủng
  - Chersina (bao gồm cả Goniochersus, Neotestudo): 1 loài (Chersina angulata).
  - Homopus (bao gồm cả Chersobius, Pseudomopus): 5 loài.
  - Kinixys (bao gồm cả Cinixys, Cinothorax, Madakinixys): 6 loài.
  - Malacochersus: 1 loài (Malacochersus tornieri).
  - Psammobates (bao gồm cả Chersinella): 3 loài.
  - Pyxis (bao gồm cả Bellemys, Pyxoides): 1 loài (Pyxis arachnoides).
  - †Cylindraspis (bao gồm cả Chelonura): 5 loài đã tuyệt chủng (gần đây nhất là theo đánh giá năm 1996).
  - Chelonoidis (bao gồm cả Darwintestudo, Elephantopus, Gopher, Pampatestudo): Khoảng 13 loài (1 phức hợp loài là Chelonoidis nigra với 9 loài khác biệt còn sinh tồn), cộng 4 danh pháp không xác định (nomen dubium).
  - Geochelone: 2 loài. Nếu gộp cả Centrochelys thì bao gồm 3 loài.
  - Stigmochelys (bao gồm cả Megachersine): 1 loài (Stigmochelys pardalis).
  - Astrochelys (bao gồm cả Angonoka): 2 loài.
  - Aldabrachelys (bao gồm cả Dipsochelys, Megalochelys): 1 loài (Aldabrachelys gigantea).

## Thư viện ảnh

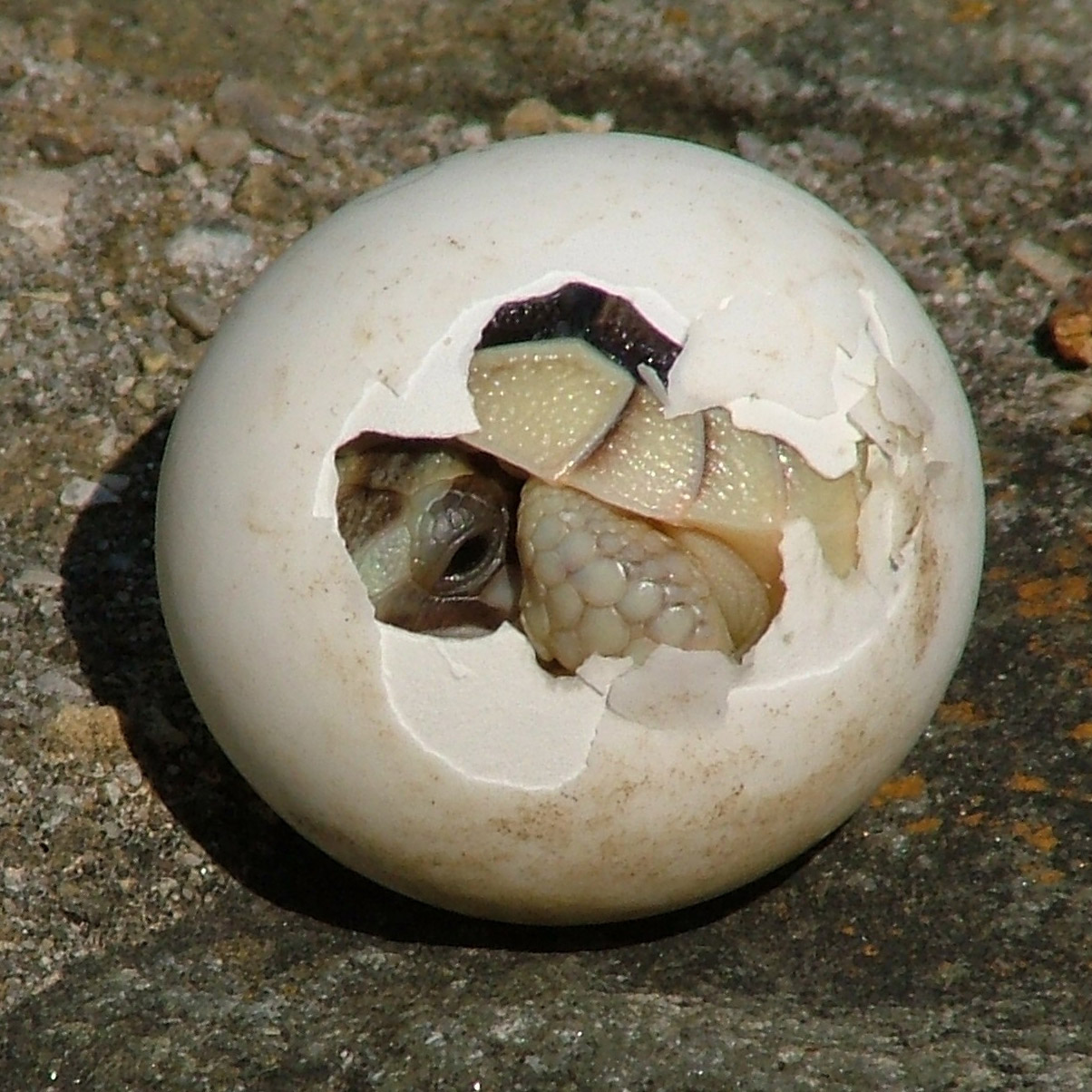
Rùa Testudo marginata non nở ra từ trứng.
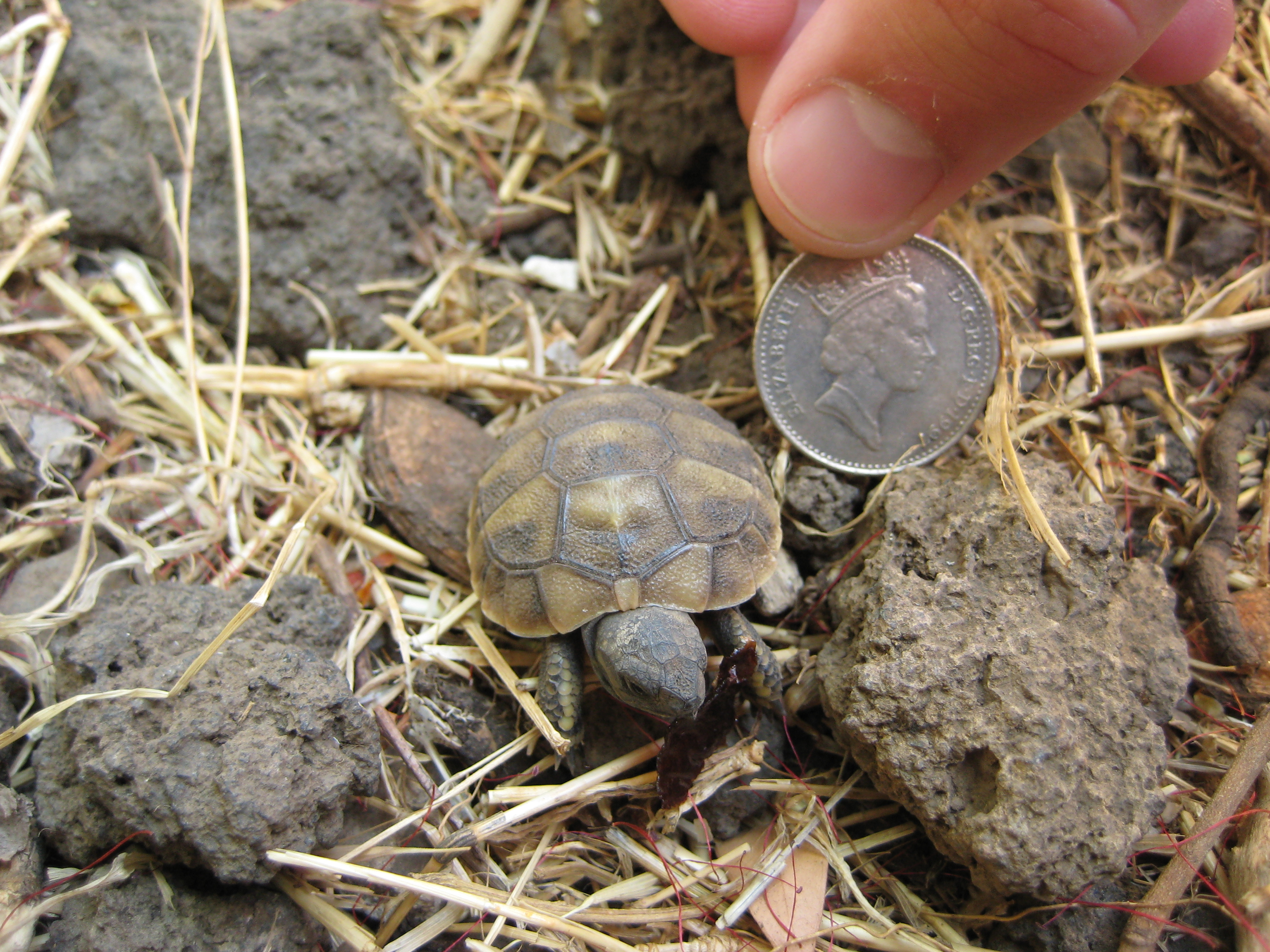
Rùa con, chưa đầy một ngày tuổi
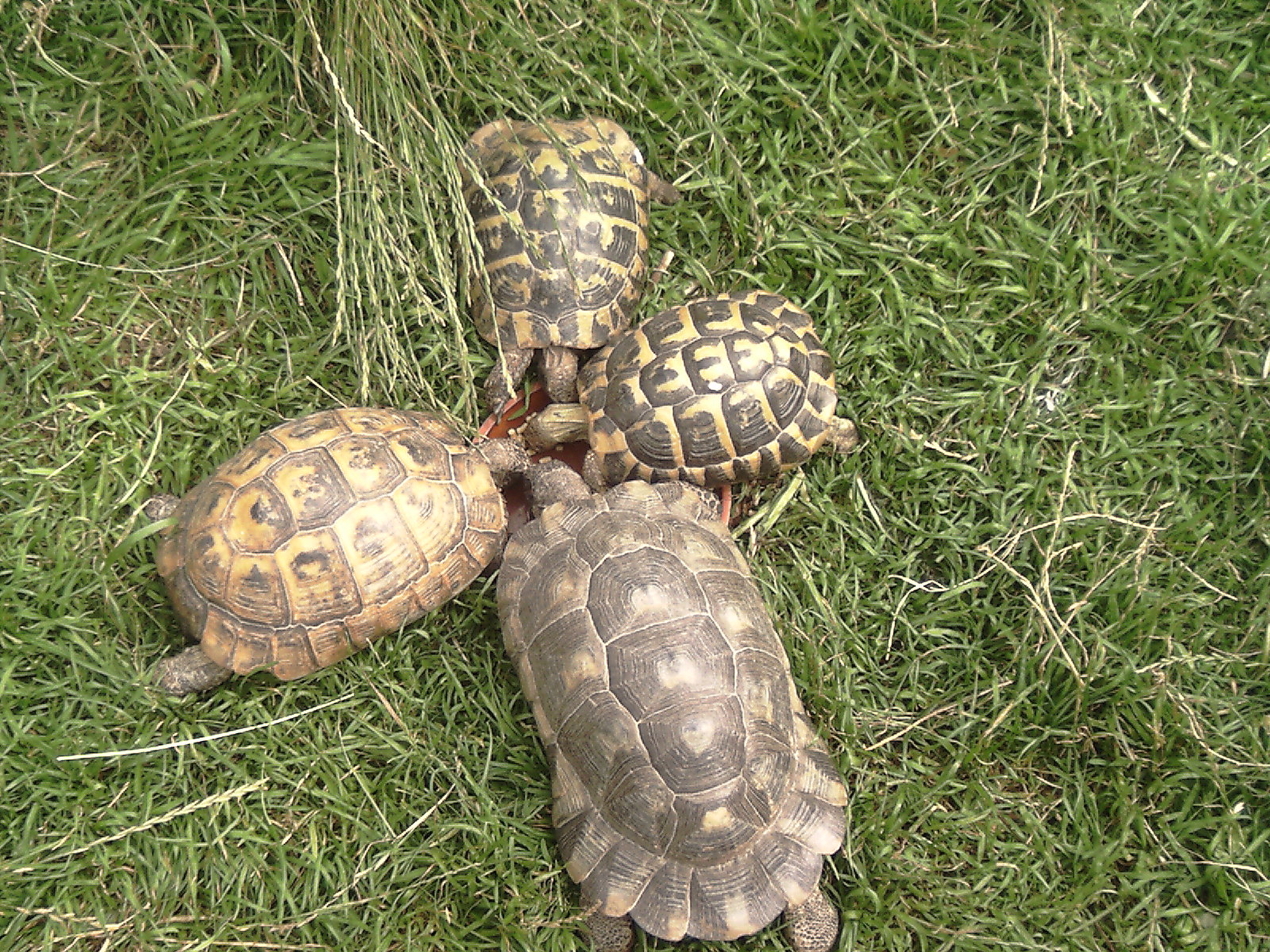
Testudo graeca ibera,Testudo hermanni boettgeri,Testudo hermanni hermanni,Testudo marginata sarda
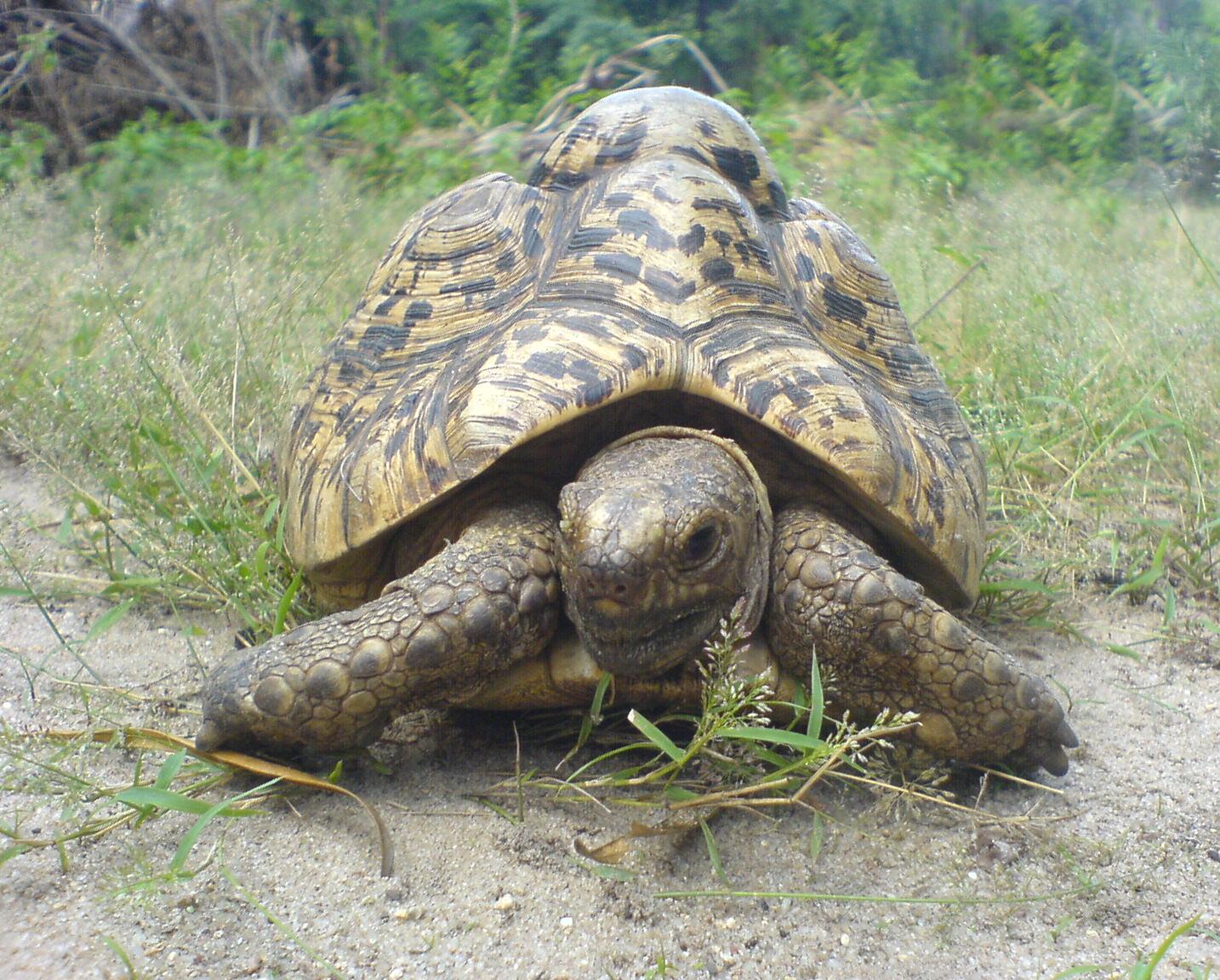
Rùa báo (Stigmochelys pardalis) trẻ, chừng 20 tuổi, đang ăn cỏ tại Tanzania.
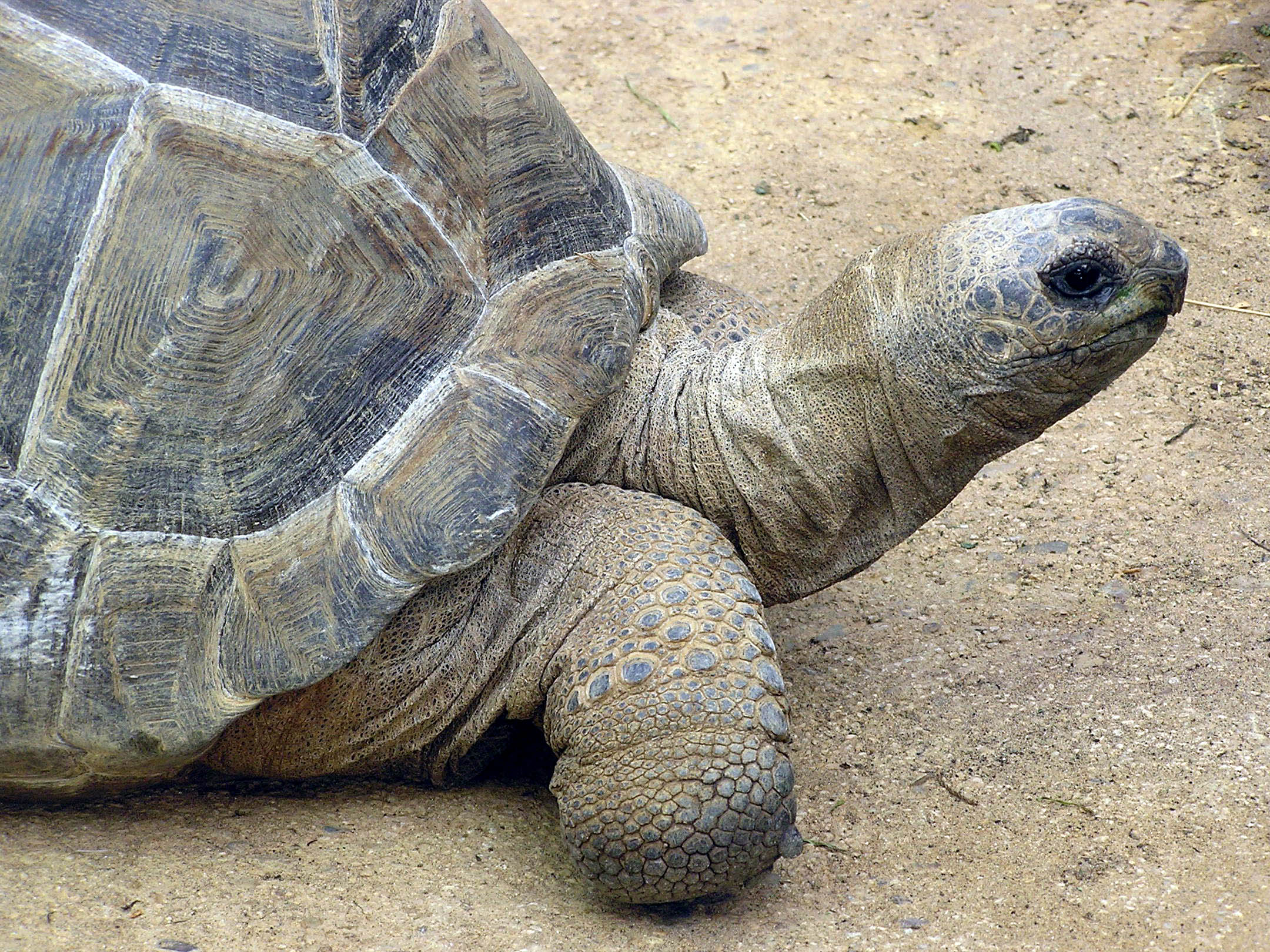
Rùa khổng lồ Aldabra (Aldabrachelys gigantea).
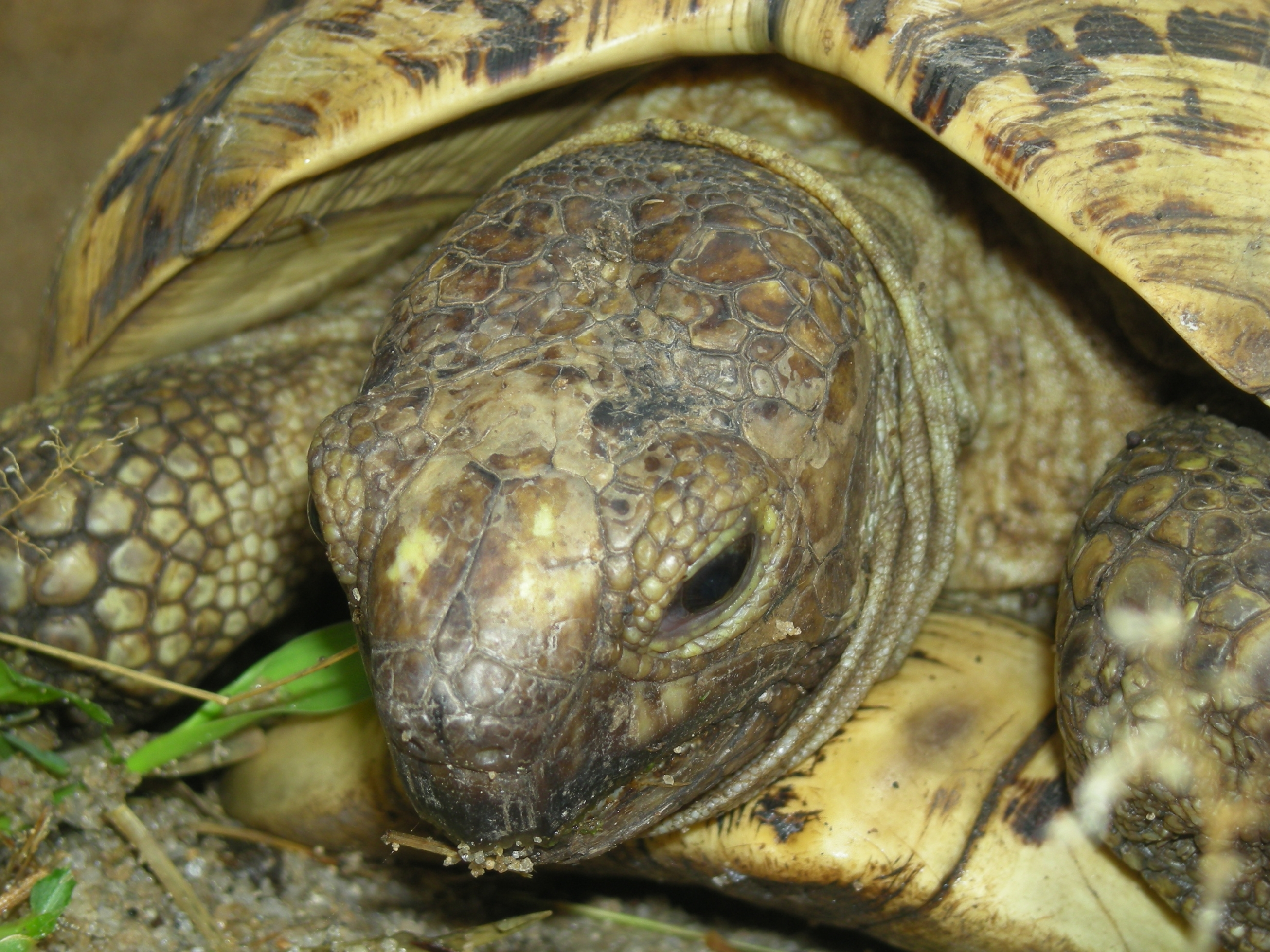
Rùa báo, chừng 22 tuổi
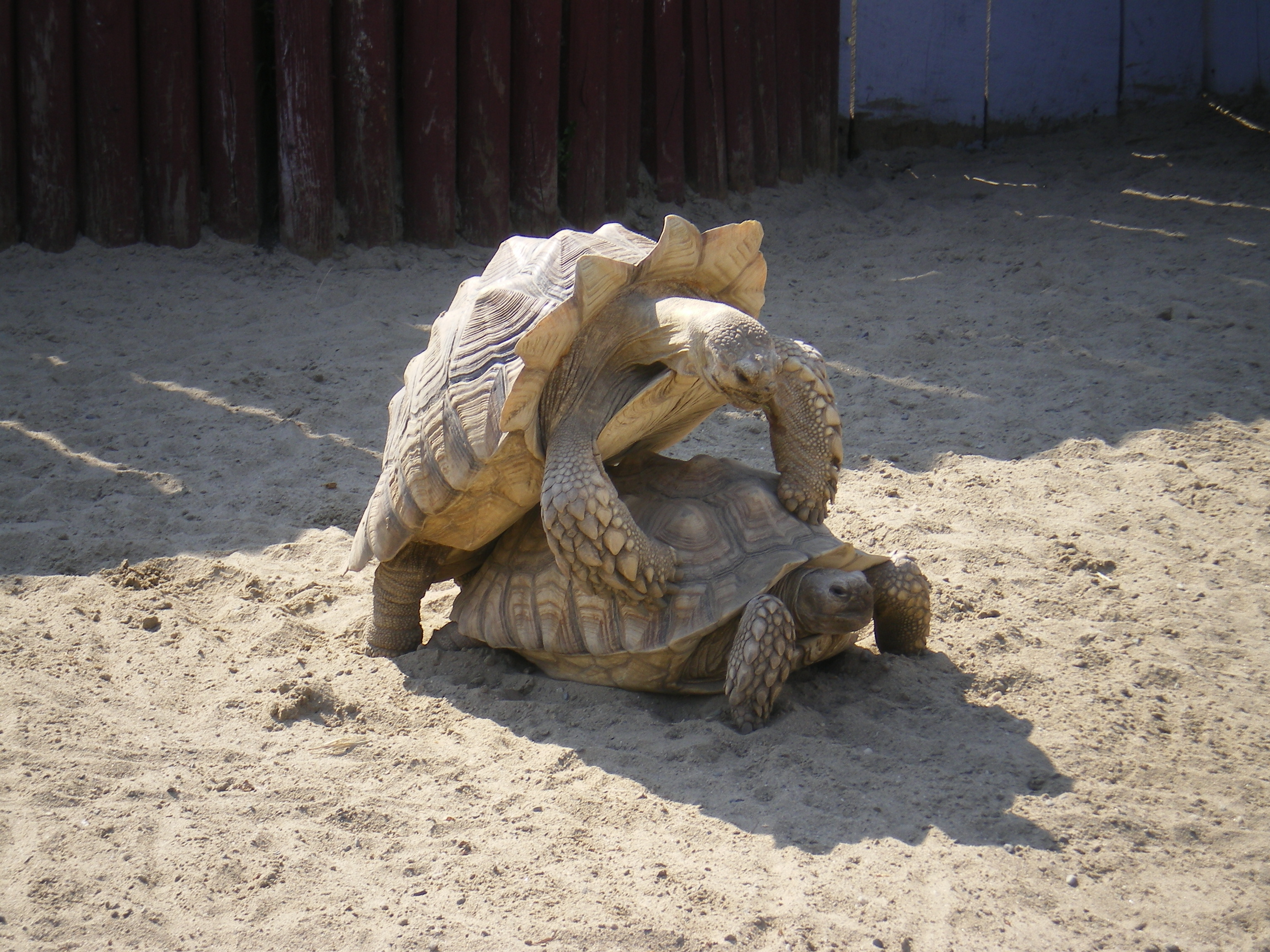
Cặp rùa trong sở thú kết đôi
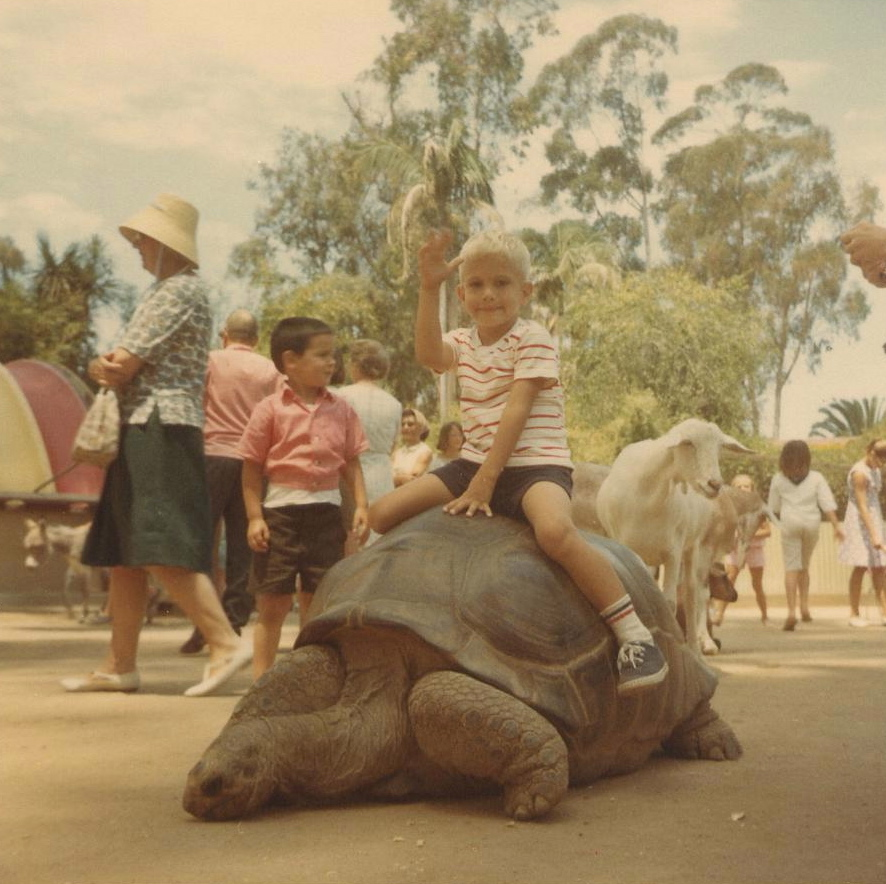
Một cậu bé cưỡi rùa trong sở thú